# Walchwil
Walchwil es una comuna suiza situada en el cantón de Zug, a orillas del lago de Zug. Tiene una población estimada, a fines de 2020, de 3820 habitantes.
Limita con al norte con la ciudad de Zug, al este con Unterägeri, al sur con Arth (SZ), y al oeste con Küssnacht am Rigi (SZ) y Meierskappel (LU).

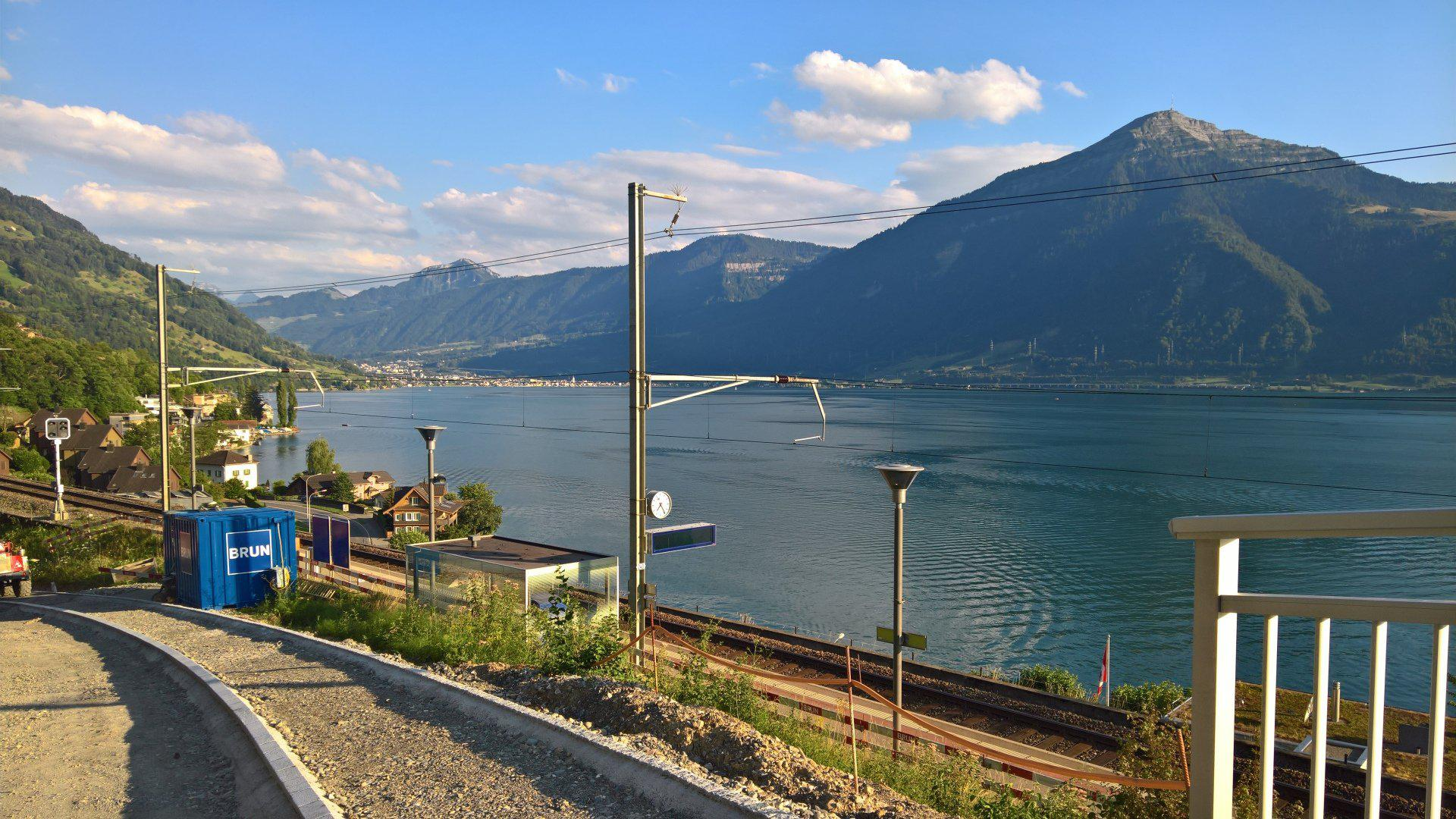
Estación Walchwil Hörndli